# 140 ударів на хвилину
«140 ударів на хвилину» (рос. «140 ударов в минуту»; англ. «140 B.P.M.») — російський музичний гурт, популярний завдяки своїм хітам — «Тополі», «Я скучаю за тобою», «У мене є ти», «Донька» і іншими. В склад гурту входили тріо із трьох учасників — Сергія Конєва, Євгенія Крупника і Юрія Абрамова (1999—2002) і дует із Сергія Конєва і Андрія Іванова (2010—2021). Гурт створено в 1999 році, в Москві.

## Історія
Гурт «140 ударів на хвилину» створено в 1999 році.
Традиційно з колективом працювали жіноче чи чоловіче танцювальне шоу на окремих великих концертних майданчиках.
Основними хітами, які стали візитівкою колективу, є пісні — «Тополі», «Я скучаю за тобою», «У мене є ти», «Без тебе», «Вії», «Шкільний випускний», «Не буди мене», «Знай!», «Не божеволій», «Повернути тебе», «Донька».
Також гурт виконував пісню В'ячеслава Добриніна «Прощай» та композицію «Клен».
Колектив завжди однаково добре працював із будь-якою аудиторією — як у казино та на респектабельних вечірках, так і на дискотеках, стадіонах та різних святах.
На гастролі група переважно виїжджала складом у кількості 3-х осіб.

### Учасники

#### Сергій Конєв
Сергій Володимирович Конєв народився та виріс у місті Хімки, Московської області. Ще у технікумі Сергій зібрав групу, в якій він довгий час грав.
У 1989 році під час навчання в технікумі Сергій створив музичну групу зі своїх друзів, де він грав на синтезаторі. Хлопці грали легкий рок, але так група проіснувала недовго, оскільки незабаром двох учасників забрали до армії і колектив розпався. З 1992 по 1994 роки Сергій грав, писав музику і був продюсером танцювального гурту «Вічний рух», який за час свого існування змінив 3 склади.
Паралельно з цим з 1993 року пише пісні для таких відомих груп, як «Дюна», «МГК», а також для співачок Наталії Новікової і Єлени Соболевської. В 1999 році створював аранжування для пісень альбому діско-гурту «Кристина Corp.» «Гірка любов», солістами гурту являються Сергій Воронков і Сергій Ворожбит.
Після закінчення технікуму Сергій знову зібрав групу. Грали на дискотеках у Ігоря Селіверстова.  В 1994 році на дискотеці відбувається знайомство Сергія з Юрієм Абрамовим, згодом одного з учасників групи «140 ударів за хвилину». Одразу ж хлопці створюють групу під назвою «DJ Beat & Seventh project», але оскільки робили не те, що хотіли, а те, що хотів продюсер, альбом під назвою «Захід вручну» вийшов нецікавим, хоча продавався дуже непогано.
Восени 1998 року Сергій познайомився з Василем Ровенським, майбутнім першим продюсером «140 ударів на хвилину». Протягом року солістом у групу за контрактом запросили Євгена Крупника.
Сергій — автор практично всіх пісень гурту, це людина, яка придумала, створила і вперше оприлюднила назву «140 ударів на хвилину», переконав першого продюсера компанії «Відеосервіс», що випускає російські аудіо і відеопродукції, в тому, що у гурту є велике майбутнє і все буде добре і став її незмінним лідером.
Після закінчення п'ятирічного контракту Сергій сам став продюсером групи.

#### Євгеній Крупник
Євгеній Михайлович Крупник — соліст гурту, саме його голос звучить майже у всіх піснях.
Народився та виріс у Москві. Євгеній має професійну музичну освіту.
З самого дитинства Женя брав участь у різних музичних конкурсах, наприклад — «Ранкова зірка», де він виявив себе в 1994 році, а в 1998 році став переможцем у номінації «Дорослий вокал». Брав участь у передачі «Таланти та шанувальники» та багатьох інших дитячих проектах, зокрема «Зірки XXI століття» (1998 рік), музичний марафон (проходив у Сибіру, 1993 рік), фестиваль у Мінську, присвячений Чорнобиль, «Від серця до серця» і посів друге місце у конкурсі «Бебі-шлягер» (1995). У 1995 році їздив із сольними виступами до Болгарії, а 1997 року став лауреатом фестивалю «Золотий мікрофон», де виграв магнітофон, що на ті часи вважалося досить дорогим і цінним подарунком.

#### Юрій Абрамов
Юрій виступав в гурті з 1999 по 2002 роки, був бек-вокалістом гурту. Музикант займався спортом, брав участь у рекламних кампаніях відомих брендів і виступав на вечірках — зокрема, як діджей «MC Ura Beat».
9 січня 2020 року Юрій помер від переохолодження на вулиці, він йшов по вулиці в магазин і випадково підсковзнувся і вдарився головою об асфальт. Коли музиканта доправили до лікарні, йому видалили гематому з голови, але врятувати не змогли.
В 2022 році гурт випускає сингл, присвячений Юрію «Але не повернути тебе», на обкладинці якого зображено його останне передсмертне фото.

#### Андрій Іванов
Андрій Олександрович Іванов народився в Москві. Завжди був дуже активною дитиною і ніколи не міг всидіти на місці. Десь у віці 6-7 років почав наслідувати різних виконавців і радував свою сім'ю домашніми концертами, рухаючись і співаючи пісні з різних кліпів та музичних кінофільмів.
Далі дитяче захоплення переросло у хобі та у віці 16 років, вперше прийшовши до одного з Московських нічних клубів, потрапив на конкурс танцюристів любителів. На свій подив, на конкурсі перемогу здобув саме він. Директор цього нічного закладу помітив хлопця та одразу ж запропонував йому там працювати. З цього моменту розпочалася діяльність Андрія як танцюриста.
Андрій довгий час працював танцюристом у модних клубах Росії та Європи. Знімався у кліпах гурту «Блискучі» і Жанни Фріске.  Працював з такими артистами, як гурт «140 ударів на хвилину», Оксана Ковалевська («Фарби»), «Монокіні», Акула, «Тату», Олег Газманов та багатьма іншими.
У 2000 році Жанна Фріске розпочала сольну діяльність і до її першого танцювального складу потрапляє Андрій. Надходить багато пропозицій від різних артистів щодо роботи. В 2003 році відбувається знайомство з групою «140 ударів за хвилину», з якою складаються теплі дружні стосунки.  Але у 2004 році Андрієві надходить пропозиція від відомого продюсера Андрія Грозного («Блискучі», «Амега» і Жанна Фріске) спробувати себе як виконавця у вокальний хлопчачий бойз-бенд – гурт «Міські».
На жаль, у 2006 році гурт розпадається через розбіжності всередині колективу і Андрій намагається розпочати сольну діяльність як самостійний артист і допомагає йому в цьому Сергій Конєв.
У 2011 році Євгеній Крупник вирішує зайнятися сольною діяльністю та його місце Сергій пропонує зайняти Андрію, знаючи його як професіонала своєї справи та просто хорошого друга.

### Творчий шлях
Перший же хіт «Тополі» набув величезної популярності як у Росії та країнах ближнього зарубіжжя, так і в Німеччині. Протягом місяця пісня займала третє місце хіт-парадів «Золотий грамофон» і «Російське радіо», але з різних причин колектив не запросили навіть як гостей на вручення премії.
Пісня була у ротації більшості радіостанцій країни та зарубіжжя. На пісню було знято кліп відомим пітерським кліпмейкером Олександром Ігудіним («Руки Вверх!», «Demo», «Стрілки», «Revoльvers» та ін.).

#### Альбом «На одному диханні» (1999)
У листопаді 1999 року на лейблі концерну «Відеосервіс» виходить перший альбом гурту «На одному диханні» і користується дуже великою популярністю, багато пісні з цього альбому — «Тополі», «Я тебе люблю», «Дурне дівчисько», «Я скучаю за тобою, моя малеча», «Ти одна» — звучать на всіх відомих радіостанціях Росії та мають досить великий рейтинг популярності, як говорили тоді — «з кожної праски».

#### Альбом «В реальному часі» (2000)
Гурт не зупиняється на досягнутому і в перервах між концертами хлопці почали записувати свій другий альбом під назвою «В реальному часі», який побачив світ у травні 2000 року. До нього увійшли 7 нових пісень, ремікс на пісню «Тополі» та другий хіт «Без тебе» (цю пісню, як і «Тополі», відразу ж підхопили безліч радіостанцій), а також чудова пісня «Знай!», яка була спеціально написана до фільму «Обличчя французької національності», який вийшов через деякий час після цього.
На пісню «Без тебе» було, звісно, знято кліп і знімав його теж Олександр Ігудін. Буквально за місяць продаж альбому «У реальному часі» перекрив продаж альбому «На одному диханні».

#### Альбом «Новий вимір» (2000)
Після виходу другого альбому гурт виїжджає на гастролі до Німеччини та починає запис третього альбому під назвою «Новий вимір», який виходить у листопаді 2000 року.  Альбом був дуже успішним із продажу як у Росії, так і за кордоном.
На пісню з цього альбому «Вау-ва» було знято кліп, а знімав його, природно, Олександр Ігудін. Пісні «Випускний 2000», «Сині очі», «Вау-ва», «У мене є ти» та «Все мине» були в радіоефірі багатьох радіостанцій і мали великий успіх.
З моменту виходу альбому «Новий вимір» хлопці багато гастролювали країною, а на початку нового тисячоліття поїхали на місяць зі своїм гастрольним туром до Європи (Німеччина, Франція, Голландія), де всі концерти, звичайно, пройшли на ура. Хлопці збирали повні зали шанувальників та шанувальниць, які ніяк не хотіли відпускати гурт зі сцени та буквально закидали їх подарунками та квітами.

#### Альбом «Ритм серця» (2001)
Приїхали і одразу з головою поринули в роботу із запису нових пісень та реміксів.  Навесні був випущений четвертий альбом під назвою «Ритм серця», який став дуже популярним серед російського народу і був у своєму роді літнім подарунком усім тим, хто любить і слухає гурт.
До альбому увійшли нові пісні, два ремікси на пісню «Пробач його», спеціально для європейського ринку було зроблено ремікс на пісню «Я йду», а також ремікси на пісні «Украй мене від дощу» та «Все пройде». Тут же хлопці зважилися на сміливий експеримент і з повільних пісень «Повернути тебе» та «Сни» було зроблено дві швидкі композиції, які вийшли дуже цікавими та зазвучали зовсім по-новому.

#### Альбом «Висока напруга» (2001)
У липні-серпні 2001 року хлопці знову відвідали з гастрольним туром Німеччину, Голландію та мали там, як завжди, приголомшливий успіх. Також у серпні 2001 року виходить п'ятий альбом гурту під назвою «Висока напруга», який продається дуже великими тиражами не тільки в Росії, а й за кордоном. І, відповідно, був знятий кліп на суперхіт з цього альбому «Не божеволій» все тим же Олександром Ігудіним, який, природно, набув загальної популярності.
У вересні 2001 року гурт відразу ж після виходу свого п'ятого альбому «Висока напруга» зняв свій п'ятий за рахунком кліп на нову пісню, причому цього разу нею стала повільна композиція «Не буди меня». Вибір для зйомок саме повільної пісні зумовлювався численними листами шанувальників, які буквально благали групу зняти кліп саме на ліричну композицію.  Ролик був знятий у фешн-ключі 60-х—70-х років для загальноєвропейської моди.
Це відбивається у всьому — і одяг хлопців і make-up і зачіски витримані саме у цій модній стилістиці. Зйомки проходили у павільйонах ВДІКу, а «керували» режисер Альберт Хамітов та оператор Сергій Бледнов. Кліп вийшов дуже гарний, романтичний і гідний того, щоб його дивилися та насолоджувалися всі шанувальники гурту і не лише вони.

#### Альбом «Занурення в кохання» (2001)
У цей же час виходить новий, шостий альбом групи «Занурення в кохання», який складається з двох частин. Хлопці зібрали всі свої найкращі пісні і, природно, записали нові композиції — тому альбом вийшов максимально цікавим для всіх шанувальників гурту, які люблять і слухають їх. Також сюди включили і 3 відеокліпи на хіти гурту — «Тополі», «Не божеволій» і «Не буди мене».

#### Альбом «Сьоме почуття» (2002)
У грудні 2001 року було знято великобюджетний кліп на нову пісню «I Love You», яка стала заголовною у сьомому альбомі гурту з відповідною назвою «Сьоме почуття», який вийшов у квітні 2002 року і розійшовся величезним тиражем. Зйомка кліпу на пісню «I Love You» проходила у закритому павільйоні ВДІКу, який хлопці за сценарієм мали розламати. Головною героїнею кліпу стала «міс липень 2001» журналу «Playboy».
В альбомі міститься пісня «Два ковбоя», яка являється переробленою кавер-версією пісні гурту «Дюна» «Чи-чи-га», яку для цього гурту написав Сергій Конєв.
Одночасно з альбомом «Сьоме почуття» виходить перша відеокасета гурту з усіма кліпами та найцікавішими концертними зйомками. А трохи пізніше вийшов збірник «Дискотека «140 ударів на хвилину», до якої входять ремікси групи і пісні інших груп, що не випускалися раніше, таких, як «Блокбастер», «Валдай», «Фарби», «Літо» та ін., було зведено в один трек і вийшло дуже цікаво. Крім цього, сюди було включено нову пісню «Літня», яка потім увійшла до наступного альбому гурту.

#### Альбом «Максимальне прискорення» (2002)
У листопаді 2002 року виходить новий, уже восьмий альбом «Максимальне прискорення».
21 листопада в Москві в розважальному центрі «Центр на Тульській» відбулася грандіозна презентація альбому, на якій, окрім «140 ударів за хвилину», взяли участь багато популярних гуртів.
Після виходу альбому гурт їде на гастролі до Німеччини, Голландії та Франції, де користується величезним успіхом. У лютому 2002 року група вирушає до гастрольного туру США, вісім концертів у містах — Нью-Йорк, Бостон, Філадельфія, Клівленд, Чикаго та ін. пройшли зі змінним успіхом, але все ж таки залишили найтепліші і найкращі враження у шанувальників і музикантів.
Гурт дуже часто запрошували на різні виступи, так що хлопці встигли виступити практично у всіх нічних клубах Москви багато разів, об'їздили з концертами більшість великих, середніх і зовсім невеликих міст Росії до Сахаліну і часто їздили виступати за кордон.
Влітку 2002 року довелося розлучитися з МС гурту Юрієм Абрамовим, але так сталося. Взимку того ж року проходив дуже успішний тур Ізраїлем та Америкою.

#### Альбом «Швидкість звуку» (2003)
В 2003 році виходить дев'ятий альбом «Швидкість звуку», заголовною піснею якого являється пісня «Я не віддам тебе нікому», також в альбомі міститься друга версія пісні «Вії», яка міститься в другому альбомі «В реальному часі».

#### Альбом «S.O.S.» (2003)
У червні 2003 року вийшов новий суперальбом гурту під назвою «S.O.S.», який став літнім подарунком для всіх шанувальників гурту.
Альбом вийшов просто чудовий, всі пісні надзвичайно красиві та романтичні, особливо повільні. До альбому увійшла пісня-хіт минулих років «Прощавай». А на повільну композицію «Я бігтиму за тобою» було знято кліп, він вийшов цікавим із захоплюючим сюжетом і мав сподобатися не лише шанувальникам гурту, а й усім любителям музики.
Альбом продавався таким величезним тиражем, який навіть не снився багатьом розкрученим зіркам. У грудні 2003 року гурт проводить 36 концертів з Німеччини, Голландії, Франції, де має чудовий успіх.

#### Альбом «З днем народження, кохана!» (2006)
В 2006 році гурт представляє свій новий альбом «З днем народження, кохана!». У новий диск «З днем народження, кохана!» увійшла 21 пісня, серед яких абсолютно нові композиції та нові обробки старих, перевірених часом хітів — «Прикраш мене від дощу», «Літній дощ», «Малюк», «Берлінський експрес» та «Не буди мене». Влітку Сергій Конєв вирушає до концертного туру на Кіпр, а восени відвідує Німеччину.

#### Альбом «Сезон полювання» (2008)
За ці роки вони не відкрили жодного нового шляху — співали все про те ж саме, про те, що нам то погано, то добре, нічого невідомого при цьому не відкриваючи. Незважаючи на це, довгі роки роботи накладають свій відбиток на підхід до музики, до всього, що гурт робить для своїх шанувальників та й просто для всіх слухачів.
При створенні кожного нового альбому враховується як найбільша кількість відгуків та побажань, які приходять до хлопців на електронні адреси, обговорюються на форумі гурту, тому пісні гурту такі реалістичні та життєві.
У новому альбомі гурту під назвою «Сезон полювання» справді відображаються душевні переживання багатьох людей та й самих учасників гурту. Наприклад, пісню «Донька» Сергій написав і заспівав сам разом зі своєю донькою. Ця пісня знайде відгуки у серцях усіх батьків і головне — тих шанувальників, які росли разом із гуртом і вже самі стали молодими батьками.
Пісня «Пробач, прощай» надзвичайно лірична, вона швидко знайшла своє місце в ефірі радіостанції «Європа Плюс Естонія». Емоції від прослуховування цієї приголомшливої композиції непередані. Є композиції, які створені спільно з німецькими авторами та діджеями, наприклад: «Тополі», «Не повернути» і ін.
Справжнім відкриттям для слухача став проект «Матвій», кілька пісень якого також увійшли до цього альбому. Ця музика трохи відрізняється від тієї, що звикли чути шанувальники гурту, але вона не менш цікава та витримана у своєму оригінальному стилі.
Влітку ж того року гурт вирушає до чудового концертного круїзу Середземним морем разом із лідером гурту «Руки Вверх!» Сергієм Жуковим та гуртом «Розмір Project». Вони побували в Ізраїлі, Туреччині, на Кіпрі і повернулися з купою вражень та чудових емоцій.

#### Альбом «10 років» (2009)
В 2009 році на лейблі «Квадро-Диск» виходить альбом «10 років», присвячений 10-річчю гурту, в ньому міститься колекція старих пісень.

#### Альбом «Безпечне вилучення» (2010)
Переступивши десятирічний рубіж, гурт набув другого дихання, але й не забула про накопичений музичний багаж. На численні прохання шанувальників учасники гурту випустили новий та останній спільний у такому складі альбом «Безпечне вилучення» з новинками та самими  відомими хітами, які представлені у новому звучанні — реміксах, дуетному виконанні з іншими музикантами, а також у караоке-версії.
Концептуальною відмінністю альбому «Безпечне вилучення» від 12 попередніх дисків стали нові, не типові аранжування, а красиві мелодії, що запам'ятовуються, і близькі всім за настроєм тексти залишилися колишніми.
11 червня 2011 року після чергових гастролей Німеччиною Сергій Конєв та директор гурту Анатолій Шорніков вирішують розлучитися з Євгенієм Крупником і запросити нового соліста, яким стає Андрій Іванов. Андрій більше двох років працював із гуртом як танцюрист і навіть заспівав пісню в одному з альбомів під назвою «Давай-давай!».
Він чудово знав репертуар, чудово рухався та тримався на сцені, а головне, у групі нарешті настала гармонія — як творча, так і особиста.
До літа хлопці підготували нове шоу з приголомшливими піротехнічними ефектами. Майже відразу після виходу альбому гурт їде на гастролі територією Росії.
На серпень 2011 року гурт мав 13 повноцінних альбомів, 12 відеокліпів, кілька чудових збірників найкращих пісень у таких популярних серіях, як «Grand», «Золота колекція», «Любовний настрій». Також Сергій Конєв випускає серію власних збірників у форматі «mp3» — «Дискотека «140 ударів за хвилину», «Берлін-Москва-Транзит», «Стар-старт», «Кохання-морква та дискотека», «Зірки дискотек», «Танці до упаду», «Ніжна пристрасть», «Новорічний суперхіт», «Автостопом», «Дискотека міленіум» і т.д., які в різний час вийшли в найкращих компаніях і на DVD з усіма кліпами, концертними зйомками та фрагментами інтерв'ю, величезний накопичений досвід роботи та сили до творчості.
Група працювала на всіх майданчиках та вечірках «Дискотека 90-х», «Дискач 90-х» (DFM) та з новою силою штурмувала хіт-паради вітчизняних радіостанцій.  У серпні на лейблі «Квадро-Диск» виходить альбом із серії «Grand Collection», куди увійшла 21 композиція гурту, найкращі хіти за 12 років, заспівані вже Андрієм Івановим та Сергієм Конєвим, а до кінця року планувався випуск нового альбому з робочою назвою «Друге дихання», до якого на той момент вже було записано спільний дует з виконавцем Ігорем Сорокіним під псевдонімом «Ігорьок» «Я відчуваю мету». Композиція побила всі рекорди зі скачування в Інтернеті та мобільного контенту.

#### Альбом «Друге дихання» (2012)
У червні 2012 року гурт «140 ударів за хвилину» випускає альбом «Друге дихання». Диск, що вийшов дуже романтичною, користується величезною популярністю. У цей же час колектив знімає ще п'ять відеокліпів.

#### Альбом «Заборонена реальність» (2014)
12 жовтня 2014 року гурт презентує новий альбом під назвою «Заборонена реальність». Захід пройшов у московському клубі «Ray Just Arena».
Після презентації нової платівки музиканти їдуть на гастролі Росією.

#### Альбом «Нонсенс» (2019)
В 2019 році гурт випускає новий альбом «Нонсенс», в якому міститься нова версія пісні «Знай!».

#### Альбом «Маршрут перебудовано» (2021)
В 2021 році гурт випускає новий альбом «Маршрут перебудовано», в якому міститься пісня «Солодкий травень», виконана Євгенієм Крупником в дуеті з лідером диско-гурту «Солодкий сон» Сергієм Васютою, який являється правовласником цієї пісні. Цю пісню він виконав під оригінальною назвою «Сонячний травень» в 2000 році.
Також в альбомі міститься пісня «Тополі» (в дуеті з виконавцем «GRU777»). На обкладинці цього альбому зображено автомобіль «ВАЗ» вишневого кольору і дорожний знак з логотипом гурту.

#### Альбом «Gold-Драйв» (2022)
В серпні 2022 року гурт випускає новий альбом «Gold-Драйв», в якому містяться старі пісні, виконані Сергієм Конєвим, можна помітити, що він використав їх мінусовки для цього альбому, на обкладинці цього альбому він сам зображений.
Деякі пісні гурту містяться в збірниках, таких як — піратський «Дискотека в стилі Руки Вверх!» і танцювальний «Рухай попой!» (35 випуск).

## Склад
- Сергій Конєв (нар. 19 червня 1973[16]) — музика, аранжування і вірші (1999 — відтепер)
- Євгеній Крупник (нар. 9 квітня 1981[17]) — вокал (1999—2010, 2021 — відтепер)
- Юрій Абрамов (нар. 4 травня 1972[18]) — бек-вокал (1999—2002)
- Андрій Іванов (нар. 28 лютого 1981[19]) — вокал

## Логотипи
В 1999 році логотип гурту виглядає так — зображено аквамариновий прямокутник з цифрою «140» червоного кольору, а поміж цієї цифри зображені надписи «ударів» і «на хвилину».
В 2000 році логотип гурту виглядає так — зображені два овали чорного і сірого кольорів, а над ними цифра «140» в японському стилі, а під нею надпис «ударів на хвилину» звичайним шрифтом.
В 2001 році логотип гурту виглядає так — модернізований надпис «140», а в останній цифрі надпис «B.P.M.».

Логотип 2000 року.

Логотип 2001 року.

## Дискографія

### Альбоми
| Назва                                 | Рік виходу             | Лейбл |
| ------------------------------------- | ---------------------- | ----- |
| «На одному диханні»                   | «Відеосервіс»          | 1999  |
| «В реальному часі»                    | «Відеосервіс»          | 2000  |
| «Новий вимір»                         | «Відеосервіс»          | 2000  |
| «Ритм серця»                          | «Відеосервіс»          | 2001  |
| «Висока напруга»                      | «Music Attack»         | 2001  |
| «Занурення в кохання» (1 і 2 частини) | «Music Attack»         | 2001  |
| «Сьоме почуття»                       | «Music Attack»         | 2002  |
| «Максимальне прискорення»             | «Music Attack Germany» | 2002  |
| «Швидкість звуку»                     | «Music Attack Germany» | 2003  |
| «S.O.S.»                              | «Music Attack Germany» | 2003  |
| «З днем народження, кохана!»          | Квадро-Диск            | 2006  |
| «Сезон полювання»                     | Моноліт                | 2008  |
| «10 років»                            | Квадро-Диск            | 2009  |
| «Безпечне вилучення»                  | Квадро-Диск            | 2010  |
| «Друге дихання»                       | Квадро-Диск            | 2012  |
| «Заборонена реальність»               | «CreativeMedia»        | 2014  |
| «Нонсенс»                             | «CreativeMedia»        | 2019  |
| «Маршрут перебудовано»                | «CreativeMedia»        | 2021  |
| «Gold-Драйв»                          | «CreativeMedia»        | 2022  |

### Відеокліпи
| Назва        | Режисер          | Рік виходу |
| ------------ | ---------------- | ---------- |
| Тополя       | Олександр Ігудин | 1999       |
| Без тебе     | Олександр Ігудин | 2000       |
| Вау-Ва       | Олександр Ігудин | 2000       |
| Не божеволій | Олександр Ігудин | 2001       |